# Jia Chunwang
Jia Chunwang (en chinois :贾春旺, en Hanyu pinyin : Jiǎ Chūnwàng), né en mai 1938 à Pékin, est un homme politique chinois. 

## Biographie
Il a été ministre du Guojia Anquanbu, le ministère de la sécurité d’État, de 1985 à 1998.
Ensuite, il fut à la tête du ministère de la Sécurité publique de la république populaire de Chine, chargé de la lutte contre la criminalité et du maintien de l'ordre, de 1998 à 2002.
En 2002, il est nommé procureur adjoint de la république populaire de Chine puis élu procureur général de la république populaire de Chine en 2003.